# 安蒂·瓦西蘭托納基
安蒂·瓦西蘭托納基（希臘語：Ανθή Βασιλαντωνάκη，1996年4月19日—），希臘女子排球運動員，司職接應二傳。現時效力於土超球隊加拉塔薩雷女排俱樂部。
在2014年開始成為希臘國家女子排球隊一員。安蒂其在接應位置表現非常出色，進攻能力強。唯希臘國家隊的水平較低，其他隊員的表現亦有限。2014年開始便加盟意甲球隊在世界頂級聯賽出戰。